# John Getz
John William Getz (ur. 15 października 1946 w Davenport) – amerykański aktor filmowy, telewizyjny i teatralny.

## Życiorys

### Wczesne lata
Urodził się w Davenport w stanie Iowa jako jedno z czworga dzieci. Wychowywał się w dolinie rzeki Mississippi. Po ukończeniu studiów na University of Iowa, przeniósł się do San Francisco, gdzie spędził sezon z American Conservatory Theater. Wkrótce założył Napa Valley Theater Company w Yountville w Kalifornii. Po kilku udanych sezonach artystycznych udał się do Nowego Jorku.

### Kariera
Po raz pierwszy trafił na mały ekran jako recepcjonista w horrorze fantastycznonaukowym ABC Mordercze pszczoły (Killer Bees, 1974) obok takich wykonawców jak Gloria Swanson, Craig Stevens, Kate Jackson i Edward Albert. Wystąpił jako rybak pstrągów w komedii biograficznej Wesoła panienka (The Happy Hooker, 1975) z Lynn Redgrave. Pojawił się w jednym z odcinków opery mydlanej NBC Inny świat (1975) jako Neil Johnson. Grał na off-Broadwayu w dramacie Roberta Lowella Chwała sztandaru (1976) jako John Perkins i komedii Williama Shakespeare’a Miarka za miarkę (1985) jako Vincentio.
Po występie w horrorze Michaela Winnera Strażnik (The Sentinel, 1977) z Chrisem Sarandonem i Avą Gardner, znalazł się też w obsadzie dreszczowca braci Joela i Ethana Coenów Śmiertelnie proste (Blood Simple, 1984) jako Ray, barman w Barze Juliana Marty’ego (Dan Hedaya).
Można go było dostrzec również w wielu serialach telewizyjnych, w tym Wonder Woman (1977), Barnaby Jones (1978), Ryan’s Hope (1978–1981), Murphy Brown (1990), Pan i pani Smith (1996), Ned i Stacey (1995–1996), JAG – Wojskowe Biuro Śledcze (1999), Powrót do Providence (2000), CSI: Kryminalne zagadki Miami (2003), Jim wie lepiej (2003), Bez śladu (2004), Diabli nadali (2004–2006), Dowody zbrodni (2006), Jak poznałem waszą matkę (2008), Skazany na śmierć (2008), Chirurdzy (2008), Prywatna praktyka (2009) i Bosch (2017–2018) jako Bradley Walker.
Getz wystąpił w takich filmach jak Mucha (1986), Mucha II (1989), Urodzony 4 lipca (1989), Ludzie pracy (1990), Nie mów mamie, że niania nie żyje (1991), Niesforna Zuzia (1991), Playmaker (1994), Zodiak (2007), Superhero (2008) czy Trumbo (2015) w roli Sama Wooda.

## Życie prywatne
3 stycznia 1987 ożenił się z Grace McKeaney, z którą ma córkę Hannę. W 1996 doszło do rozwodu.

## Filmografia
- 1975: Inny świat – Neil Johnson
- 1984: Śmiertelnie proste – Ray
- 1986: Mucha – Stathis Borans
- 1989: Mucha II – Stathis Borans
- 1989: Urodzony 4 lipca – major marynarki
- 1991: Nie mów mamie, że niania nie żyje – Gus Brandon
- 1991: Niesforna Zuzia – Walker McCormick
- 1996: Mojave Moon – policjant
- 2001: Zenon: The Zequel – generał Hammond
- 2006: Prezydencki poker – kongresmen Mark B. Sellner
- 2007: Zodiak – Templeton Peck
- 2008: Superhero – pacjent szpitala psychiatrycznego
- 2008: Chirurdzy – Michael Breyers
- 2010: The Social Network – Sy
- 2013: Jobs – Paul Jobs
- 2015: Trumbo – Sam Wood
- 2016–2017: Transrodzic – Donald
- 2017: Bosch – Bradley Walker
- 2018: American Horror Story: Apokalipsa – Pierre Vanderbilt
- 2020: Doom Patrol – Paul Trainor